# Before I Turn
I Before I Turn sono un gruppo musicale statunitense formatosi a Simsbury, nel Connecticut.
Il gruppo definisce il proprio genere "Spookycore", per via delle tematiche horror presenti nei brani. Per alcuni testi la band si ispira allo scrittore americano Howard Phillips Lovecraft.

## Storia del gruppo
La band si è formata nel 2015 e lo stesso anno ha pubblicato il suo EP di debutto: Imposter, mentre l'album di debutto, The Virus, è uscito un anno dopo. Entrambi i lavori presentano numerose influenze Djent mentre nell'album che uscirà due anni più tardi, Claustrophobic, si può percepire un sound più tendente al Metalcore, mantenendo sempre la componente Djent e Deathcore. Per promuovere quest'ultimo album, il gruppo si è esibito al Worcester Palladium, come band di supporto per gli After the Burial e gli Acacia Strain.
Dopo il rilascio di alcuni singoli tra il 2018 e il 2019, la band ha pubblicato a inizio 2020 l'EP Lovelorn: Moon, contenente alcune tracce del nuovo album Lovelorn, che uscirà qualche mese più tardi.
A Dicembre del 2022 la band annuncia che tra il 2023 e il 2024 sarebbero stati rilasciati dei singoli per anticipare il nuovo album intitolato The Devil Exists. Il primo di questi singoli, Oxytocin, è stato rilasciato il 18 Aprile 2023. Successivamente viene annunciato che l’album sarebbe diventato un EP di sette tracce, il quale viene rilasciato il 4 Febbraio 2024.

## Formazione attuale
- Alex Anglis – voce, chitarra, basso
- Brenden King – batteria

## Discografia
Album in studio
- 2016 – The Virus
- 2018 – Claustrophobic
- 2020 – Lovelorn

EP
- 2015 – Imposter
- 2020 - Lovelorn: Moon
- 2024 - The Devil Exists

Singoli
- 2016 – Solitary Forever
- 2017 – Paralysis
- 2018 – Claustrophobic
- 2021 – Cold
- 2023 – Oxytocin
- 2023 - Reanimate